# Brendan Malone
Pour les articles homonymes, voir Malone.
Brendan Malone, né le 21 avril 1935 à New York (État de New York) et mort le 9 octobre 2023 à Armonk dans l'État de New York,, est un entraîneur américain de basket-ball. 

## Biographie

### Famille
Brendan Malone est le père de l'entraineur des Nuggets de Denver, Michael Malone.
Il est Champion avec les Pistons de Détroit à deux reprises : 1989, 1990.